# Mogens Rukov
Mogens Rukov (født 4. august 1943, død 18. december 2015) var en dansk manuskriptforfatter, oprindeligt uddannet i nordisk filologi fra Københavns Universitet.
Mogens Rukov vandt blandt andet to Robert priser for dogmefilmene Festen og En kærlighedshistorie. Derudover vandt han Nordisk Film Prisen, Bodilprisen, Nordisk Råds Filmpris samt Best Screenplay prisen ved San Sebastián International Film Festival.
Mogens Rukov var inkarneret ryger og insisterede på at ryge cigaretter hvor som helst og når som helst og har blandt andet storrygende deltaget i DR2 magasinet Deadline.